# Południowe Yan
Południowe Yan – jedno z państw epoki Szesnastu Królestw rządzonych przez ród Murong, istniejące w latach 399-410 na terenie Szantungu.
W listopadzie 397 armia Północnej dynastii Wei zajęła Zhongshan (w pobliżu dzis. Dingzhou), stolicę Późniejszego Yan, i jego władca, Murong Bao, uciekł na północ do Longcheng (dzis. Chaoyang). Tymczasem na południu pozostała odcięta od niego armia dowodzona przez jego wuja, Murong De, która broniła miasta Ye (w pobliżu dzis. Anyang). Na wieść o upadku stolicy w lutym 398 Murong De opuścił Ye wraz ze swoją armią i ok. 40 tysiącami podążających za nią rodzin. Początkowo zatrzymał się w Huatai (dzis. Huaxiai, część prefektury Anyang), jednak w 399 również tam dosięgnęła go armia Wei i w tej sytuacji podążył dalej na wschód, do Szantungu, gdzie 22 lipca 399 ogłosił się cesarzem.
Zarówno Murong De, jak i towarzyszący mu członkowie dawnej elity Późniejszego Yan, traktowali Szantung jedynie jako bazę wypadową, która pozwoli na odtworzenie imperium Yan na północnym wschodzie. Ich perspektywy mogły się wydawać całkiem dobre, ponieważ nowe państwo dysponowało ok. 150 tys. km² najżyźniejszej ziemi Chin oraz większością znanych wówczas centrów wydobycia soli i żelaza na Północy. Jak jednak miała pokazać przyszłość, w rzeczywistości osiedleni tam Murong mieli już nigdy nie opuścić Szantungu. Stanowili oni przy tym obcą w stosunku do miejscowej ludności warstwę rządzącą, którą niewiele łączyło z chińskimi urzędnikami zapełniającymi niższe szczeble administracji. 
W tej sytuacji nie powinno dziwić, że kontrola Murong nad półwyspem była (przynajmniej początkowo) słaba. W 403 Cesarski Sekretarz (尚書, shangshu) Han Zhuo zwrócił uwagę na fakt masowego unikania podatków i szarwarku przez ludność Szantungu i zlecone wówczas przez cesarza śledztwo miało wykazać, że ok. 58 tys. rodzin bezprawnie korzystało ze zwolnień z podatków i innych świadczeń przysługujących Murong przybyłym z Późniejszego Ye. Według Księgi Jin Han Zhuo miał działać w sposób sprawiedliwy i dobrze zorganizowany, tak że uczciwi ludzie nie byli w sposób niepotrzebny molestowani. Trudno jednak sobie wyobrazić, by próba zwalczenia tak masowej korupcji nie miała wpływu na relacje pomiędzy ludnością półwyspu a jej nowymi panami. Wydaje się, iż w rzeczywistości środki powzięte przez Han Zhuo "stanowiły poważne zagrożenie dla na wpół autonomicznej pozycji lokalnej elity i w roku 403 doszło do pierwszej próby przywództwa émigré do zmiany ekonomicznej równowagi na półwyspie na swoją korzyść".
Murong De zmarł w grudniu/styczniu 405/406 i władzę po nim przejął jego bratanek, Murong Chao. Dawna elita Murong nie była w stosunku do niego tak lojalna, jak w stosunku do jego wuja, i wkrótce po akcesji nowego władcy wybuchł wśród niej szereg buntów. Rebelianci jednak nie koordynowali ze sobą swoich działań, nie mogąc się porozumieć co do wspólnego kandydata do przejęcia tronu, i do końca 406 roku wszyscy buntownicy zostali pokonani. Murong Chao miał nie interesować się sprawami państwa, pozostawiając rządy w rękach swoich faworytów oraz poświęcając czas polowaniom i innym dworskim rozrywkom.
W 409 Murong Chao przedsięwziął rajd na ziemie leżącej na południu dynastii Jin, co dało sprawującemu rzeczywistą władzę w państwie generałowi Liu Yu doskonały pretekst do rozpoczęcia inwazji Południowego Yan. Władze tego ostatniego nie użyły taktyki spalonej ziemi, co pozwoliło armiom Jin wyżywić się na wrogim terytorium. Liu Yu rozbił armię Yan na południe od ich stolicy, Guanggu (dzis. Qingzhou), którą następnie obległ i zdobył w 410, kończąc tym samym istnienie Południowego Yan. Książęta Murong wraz z ich świtą, czyli w większości członkowie nie-chińskiej elity, zostali zabici. Murong Chao przetransportowano do Jiankangu (dzis. Nankin) i na rynku miasta przeprowadzono jego egzekucję.